# União de Federações Desportivas da Catalunha
A União de Federações Desportivas da Catalunha (UFEC) é uma associação desportiva catalã, constituída em 1933 sob a designação de União Catalã de Federações Desportivas, e reconstituída em 1985 pela Generalitat da Catalunha. Tem como objetivo coordenar e potenciar as federações desportivas da Catalunha. Desde junho de 2014, tem como presidente é Gerard Esteva i Viladecans.

## História
A fundação da União Catalã de Federações Desportivas veio a preencher o vazio que tinha deixado a Confederação Desportiva da Catalunha, fundada em 1922. A Confederação tinha entrado numa profunda crise até quase desaparecer em finais de 1931. No princípio de 1933 sentiu-se a necessidade de trabalhar de maneira coordenada entre todas as federações, criando-se uma comissão organizadora encarregada de elaborar o projeto dos estatutos de uma nova entidade que agrupasse o desporto federado catalão.

#### União Catalã de Federações Desportivas
Em 3 de julho de 1933 foi fundada sob o nome de União Catalã de Federações Desportivas através de uma Assembleia de federações convocada para esse fim e realizada na sede da Federação Catalã de Luta, a sua principal impulsionadora. Naquela assembleia reuniram-se os representantes de uma dúzia de entidades desportivas catalãs, a que se juntariam mais seis, até se chegar às dezoito

#### Corporação oficial da Generalitat
A 17 de julho de 1934 a União foi declarada organização oficial da Generalitat de Catalunya, através de um decreto que especificava que, para estes feitos, era constituída uma Junta Consultiva que tinha como principal missão colaborar com a Generalitat de Catalunya na coordenação e regulação do desporto catalão. A UCFE suspendeu as suas atividades em 1936, por causa da Guerra Civil Espanhola.

### A restauração

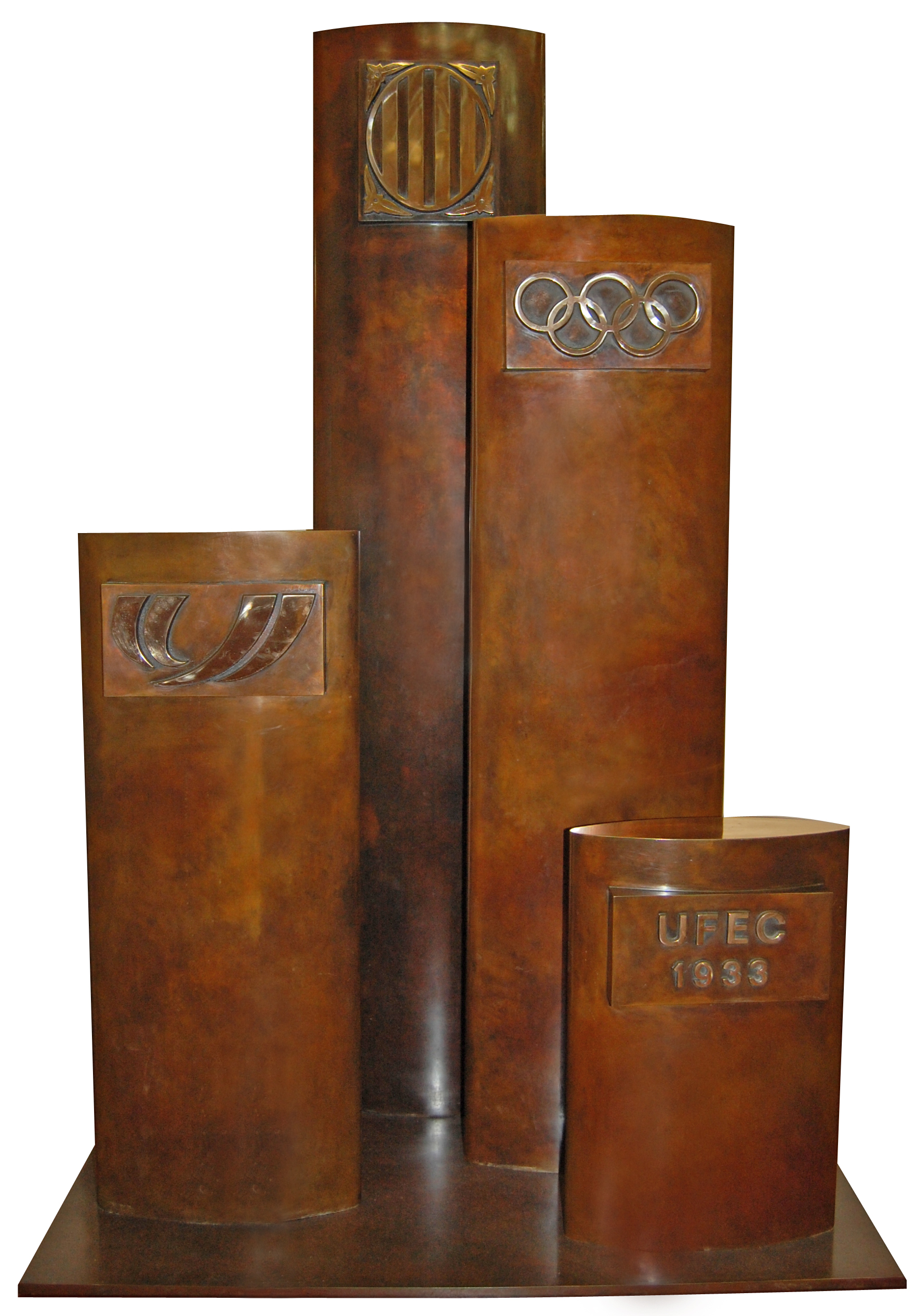
Catalunha e o Desporto

A UFEC foi restabelecida quarenta e nove anos mais tarde. Depois de terminada a ditadura franquista e uma vez instaurado o Estado das Autonomias, a Generalitat da Catalunha recuperou este organismo através do Decreto 196/1985 de 15 de julho, o qual criava a União de Federações Desportivas Catalãs, que em 1996, no mandato de David Moner, mudou o seu nome para União de Federações Desportivas da Catalunha
Uma semana mais tarde, a 23 de julho de 1985, reuniram-se dezoito presidentes de federações catalãs e acordaram convocar uma assembleia para constituir a UFEC, eleger o Conselho Diretivo e o seu presidente, e redigir os estatutos. A assembleia constitutiva celebrou-se a 31 de julho, na sala de atos da Direção-geral do Desporto, com a presença de trinta e nove das quarenta e sete federações catalãs legalmente constituídas naquele momento. Foi eleito presidente provisório Joan da Llera, que presidia à Federação Catalã de Ginástica e encabeçou a única candidatura que se apresentou, contando com o apoio de trinta e nove federações. Também foram eleitos os nove membros do Conselho Diretivo provisório: Francesc Josep de Abadal (FC de Polo), Jordi Batalla (FC de Tiro Olímpico), Francesc Colomer (FC de Hípica), Àngel Font (FC de Motonáutica), Joan Garrigós (F. Entidades Excursionistas da Catalunha), Francesc Isard (FC de Desportos de Inverno), Josep Maria Martí (FC de Petanca), Joan Maria Roig (FC de Vela) e Emili Serna (FC de Judo). O Conselho Diretivo provisório redigiu os estatutos, que foram aprovados por unanimidade numa assembleia celebrada a 18 de novembro de 1985, na sala de atos da Federação Catalã de Basquetebol da assistência de vinte e seis federações. Uma vez constituída a UFEC e aprovados os seus estatutos, abriu-se um processo eleitoral para escolher o presidente e o Conselho Diretivo definitivos. Em 19 de dezembro de 1985, na sala de atos da Direção-geral do Desporto, celebrou-se a Assembleia-geral Extraordinária que elegeu Joan da Llera, também candidato único, como presidente definitivo. Com ele, formavam o primeiro Conselho Diretivo Guillem Ros (FC de Atletismo) como primeiro vice-presidente; Àngel Font (FC de Motonàutica) como segundo vice-presidente; Josep Ferrer Peris (FC de Ténis) como tesoureiro; Francesc Josep de Abadal (FC de Polo) como secretário; e cinco vogais: Joan Anton Camuñas (FC de Vela), Enric Piquet (FC de Basquetebol), Jordi Batalla (FC de Tiro olímpico), Antoni Guasch (FC de Futebol) e Joan Garrigós (F. Entidades Excursionistas da Catalunha). A 16 de janeiro de 1986, na primeira reunião do Conselho Diretivo, foi nomeado secretário-geral Francesc Martínez e Massó, ex-presidente da F. de Entidades Excursionistas da Catalunha. 
A publicação do Decreto 70/1994, de 22 de março, que regulava as federações desportivas catalãs abriu uma nova etapa que se viu consolidada pela Lei do desporto 1/2000, de 31 de julho. Na atualidade, fazem parte da UFEC sessenta e nove federações.
No ano de 2009 obteve o Prémio de Boas Práticas em Comunicação não Sexista atribuído pela Associação de Mulheres Jornalistas da Catalunha, por modificar a linguagem que se usa ao desporto e visibilitzar as mulheres.
Em 2018 recebeu a Cruz de San Jordi "em reconhecimento à sua valiosa contribuição por difundir a prática do desporto".

## Presidências

### Pompeu Fabra e Poch (1933-36)
Pompeu Fabra, para além da sua atividade como filólogo, foi aficionado pelo desporto, principalmente o excursionismo. Era sócio do Centro Excursionista da Catalunha desde 1891 e, paralelamente, jogava ténis. Fez parte da secção de ténis do FC Barcelona de 1912 a 1935. Foi um dos fundadores do Badalona Lawn Ténis Clube e sócio do Clube de Ténis El Masnou, e presidiu entre 1927 e 1935 à Associação de Lawn-Ténis da Catalunha, antecessora da Federação Catalã, cargo que acumulou com a presidência de Palestra, a partir de 1930, e a presidência da UCFE. Em 1933 foi eleito presidente na Assembleia de Federações de 3 de julho, juntamente com Joan Roca, como secretário; Francesc Fàbregues, vice-secretário; Lluís Ortín, tesoureiro; Francesc Guarner, tesoureiro; Càndid Vidal de Llobatera, arquivista; Joan Boix, bibliotecário; Jaume Güell, Josep Sunyol, Ramon Peypoch, vice-presidentes. Tornou-se assum o dirigente máximo  do desporto catalão durante os anos da República.
Temos pouca informação sobre o seu mandato à frente da UFEC, mas sabe-se que organizou a I Semana do Desporto entre 25 de maio e 2 de junho de 1935,  em que, sem apoios oficiais, se programou uma grande variedade de atividades desportivas.
Também foi impulsionador de um programa radiofónico semanal dedicado às federações catalãs, emitido pela Rádio Barcelona entre 1934 e 1936. A apresentação do programa radiofónico estava a cargo de Pompeu Fabra:

### Joan da Llera Trens (1985-87)
Da Llera presidiu ao mesmo tempo à UFEC e à Federação Catalã de Ginástica. Quando chegou à presidência da UFEC, já era presidente da de Ginástica e da Associação Catalã de Dirigentes do Desporto, além de vice-presidente da Federação Espanhola de Ginástica.
Joan da Llera viveu, a 17 de outubro de 1986, a indigitação de Barcelona como sede dos Jogos Olímpicos de 1992, mas teve muito pouco tempo para desenvolver projetos, uma vez que faleceu a 11 de dezembro de 1987, num acidente de trânsito, pouco antes da aprovação da Lei do desporto de que tinha sido um firme defensor.

### Guillem Ros Massot (1987-1988)
Quando Joan da Llera morreu, Guillem Ros Massot, que era o presidente da Federação Catalã de Atletismo e vice-presidente do Conselho Diretivo da UFEC desde a sua criação, substituiu-o interinamente, mantendo-se no cargo até maio de 1988 quando Enric Piquet foi eleito como novo presidente.

### Enric Piquet e Miquel (1988-1996)
Enric Piquet, que era presidente da Federação Catalã de Basquetebol, já fazia parte do Conselho Diretivo presidido por Joan da Llera. Foi eleito a 26 de abril de 1988, encabeçando uma candidatura única depois de a fundir com a do outro candidato, Alexandre Soler Cabot, presidente da Federação Catalã de Pentatlo Moderno. Em 1992, pouco antes dos Jogos Olímpicos, foi reeleito quando a UFEC já era constituída por cinquenta e sete federações. Em 1996 não se apresentou à reeleição, porque a nova lei impedia que um presidente de federação a dirigisse e ele queria continuar à frente da de basquetebol. Do seu mandato convém destacar, acima de tudo, o processo de reivindicação do papel das federações catalãs e do uso do catalão nos Jogos de Barcelona, assim como o I Congresso do Desporto Catalão e a criação do Serviço Linguístico da UFEC, que vela desde 1989  pela normalização do uso do catalão no desporto. Durante a sua presidência a Generalitat publicou o Decreto 70/1994 de 22 de março pelo qual se regulavam as federações desportivas catalãs. Em 1995 a UFEC conseguiu a concessão provisória da gestão do Polidesportivo da Estação do Norte, que abriria uma etapa muito importante no seu processo de auto-financiamento.

### David Moner e Codina (1996-2014)
David Moner chegou à presidência depois de ganhar as eleições de 25 de novembro de 1996 a Alexandre Soler-Cabot e Leandre Negre. Durante os diversos mandatos de Moner, que foi reeleito mais quatro vezes, sem oposição, a UFEC intensificou a sua tarefa na promoção, defesa e representação do desporto federado catalão no seu conjunto, trabalhou em articulação com a Secretaria Geral do Desporto no reconhecimento internacional das seleções catalãs, e instaurou a Festa do Desporto Catalão. Além disso, esforçou-se por converter a União numa entidade de serviços com solidez económica.
Em busca de recursos próprios para financiar os seus objetivos, a UFEC ganhou em 1998 o concurso da gestão por vinte e cinco anos do Polidesportivo da Estação do Norte e assumiu a sua ampliação e remodelação, acrescentando às suas instalações uma piscina, inaugurada em 1999. Posteriormente, conseguiu a gestão de outras instalações desportivas. No ano de 2004, o Comité Olímpico Catalão (COZO), em fase de inatividade por demora no seu reconhecimento internacional, integrou-se na UFEC. A 1 de Julho de 2014 deixou o cargo de presidente dando lugar ao até então vice-presidente da UFEC, Gerard Esteva.

### Gerard Esteva e Viladecans (2014-atualmente)
A UFEC tem como objetivo principal promover e representar o desporto federado à Catalunha, além de colaborar e participar de organismos públicos e privados por desenvolver o desporto em general, velar para o fomento e a promoção das atividades das seleções desportivas catalãs, dos clubes desportivos federados da Catalunha e dos seus desportistas tanto no âmbito autonómico como internacional e projetar Catalunha como país desportivo. É um órgão assessor da Secretaria Geral do Desporto.

## Atividades e difusão
Com o objetivo de difundir a realidade federativa catalã, a UFEC concedeu atenção mediática as disciplinas desportivas que se praticam na Catalunha através das páginas de diferentes jornais catalães, do programa semanal ZonaUFEC que é emitido pelo canal de televisão Esport3 da TV da Catalunha, da televisão digital própria UFECtv UFECTv[Enlace não ativo]. Além disso, dispõe desde 2011 de uma hemeroteca (Hemeroteca Arquivado em 2014-10-25 no Wayback Machine). que permite visualizar e descarregar todas as notícias.
Também organiza diferentes atos e eventos que dão a conhecer o desporto nas suas diferentes vertentes através de:
- Festa do Desporto Catalão

- Insígnias de prata aos ex-presidentes

- Medalha de campeões da Catalunha

- Feira dos desportos federados

- Prémio à Mulher dirigente desportiva

- Concurso de desenho e de humor gráfico desportivo

- Manifesto sobre os motivos de queixa do desporto catalão

Documento reivindicativo redigido pela União e apresentado conjuntamente pelas federações, os clubes, os desportistas, os conselhos desportivos escolares, os voluntários e o conjunto do tecido associativo desportivo da Catalunha, que denuncia e revela os motivos de queixa e preconceitos que afetam o setor desportivo devido às últimas ações legislativas e à atuação dos poderes públicos, que têm prejudicado gravemente o associativismo desportivo, maioritariamente amador, voluntário e altruísta.

## Recursos
A UFEC conta com recursos próprios graças à gestão, através de concessões administrativas, de seis instalações desportivas: polidesportivo municipal da Estação do Norte de Barcelona, Complexo Desportivo Municipal de Alella, Complexo Desportivo Municipal Fondo delles Creus de Arenys de Mar, Complexo Desportivo Sot de les Granotes a Sant Celoni, a Piscina Municipal de Salt e as piscinas municipais Joan Serra de Sabadell. Outra fonte importante de recursos próprios, que se repartem entre as diversas federações, é a Unifedesport Corredoria de Seguros SA, criada em 2003, com o objetivo de gerir apólices de seguros para federações, clubes, entidades e instalações desportivas e seus desportistas.

## Federações que constituem a UFEC
- Federació Catalana d'Activitats Subaquàtiques
- Federació Aèria Catalana
- Federació Catalana d'Agility
- Federació Catalana d'Atletisme
- Federació Catalana d'Automobilisme
- Federació Catalana de Bàdminton
- Federació Catalana de Ball Esportiu
- Federació Catalana de Basquetbol
- Federació Catalana de Beisbol i Softbol
- Federació Catalana de Billar
- Federació Catalana de Bitlles i Bowling
- Federació Catalana de Boxa Amateur
- Federació Catalana de Caça
- Federació Catalana d'Esports per a Cecs
- Federació Catalana de Ciclisme
- Federació Catalana de Coloms Esportius
- Federació Catalana de Coloms Missatgers
- Federació de Curses d'Orientació de Catalunya
- Federació Catalana de Dards
- Federació Catalana d'Esports de Persones amb Discapacitat Física
- Federació Catalana d'Esports per a Disminuïts Psíquics (ACELL)
- Federació d'Entitats Excursionistes de Catalunya
- Federació Catalana d'Esquaix i Raquetbol,
- Federació Catalana d'Esquí Nàutic
- Federació Catalana d'Escacs
- Federació Catalana d'Esgrima
- Federació Catalana d'Esports d'Hivern
- Federació Catalana d'Espeleologia
- Federació Catalana de Físic-Culturisme
- Federació Catalana de Futbol
- Federació Catalana de Futbol Americà
- Federació Catalana de Futbol Sala
- Federació Catalana de Gimnàstica
- Federació Catalana de Golf
- Federació Catalana d'Halterofília
- Federació Catalana d'Handbol
- Federació Catalana d'Hípica
- Federació Catalana d'Hockey
- Federació Catalana de Judo i DA
- Federació Catalana de Karate
- Federació Catalana de Kick Boxing i Muay Thai
- Federació Catalana de Korfbal
- Federació Catalana de Lluita
- Federació Catalana de Motociclisme
- Federació Catalana de Motonàutica
- Federació Catalana de Natació
- Federació Catalana de Pàdel
- Federació Esportiva Catalana Paralítics Cerebrals
- Federació Catalana de Patinatge
- Federació Catalana de Pentatló Modern
- Federació Catalana de Pesca Esportiva i Càsting
- Federació Catalana de Petanca
- Federació Catalana de Pilota
- Federació Catalana de Piragüisme
- Federació Catalana de Pitch and Putt
- Federació Catalana de Polo
- Federació Catalana de Rem
- Federació Catalana de Rugbi
- Federació Catalana de Salvament i Socorrisme
- FE de Sords de Catalunya
- Federació Catalana de Taekwondo
- Federació Catalana de Tennis
- Federació Catalana de Tennis de Taula
- Federació Catalana de Tir amb Arc
- Federació Catalana de Tir Olímpic
- Federació Catalana de Triatló
- Federació Esportiva Catalana de Twirling
- Federació Catalana de Vela
- Federació Catalana de Voleibol.